# Chaoilta crassicauda
Chaoilta crassicauda är en stekelart som beskrevs av Cameron 1905. Chaoilta crassicauda ingår i släktet Chaoilta och familjen bracksteklar. Inga underarter finns listade i Catalogue of Life.